# Bethesda (Gwynedd)
Bethesda (4.500 ab. ca.) è una cittadina del Galles nord-occidentale, appartenente alla contea di Gwynedd e situata lungo il corso del fiume Ogwen, ai margini del Parco Nazionale di Snowdonia.

## Geografia fisica

### Collocazione
Bethesda confina con un tratto (quello nord-occidentale) del Parco Nazionale di Snowdonia ed è situata ad est di Caernarfon (da cui dista ca. 20 km) e a nord-ovest dei villaggi di Capel Curig e Betws-y-Coed, a ca 15 km a sud di Bangor e a ca. 27 km a sud-ovest di Conwy.

## Società

### Evoluzione demografica
Al censimento del 2001, Bethesda contava una popolazione di 4.515 abitanti.

## Storia
La città si sviluppò attorno all'estrazione di ardesia e pietra: la più grande delle cave locali fu la cava di Penrhyn. Al suo culmine esportava l'ardesia viola in tutto il mondo. Fu in questa città che ci fu uno sciopero di tre anni guidato dalla North Wales Quarrymen's Union a partire dal 1900. Lo sciopero portò alla creazione del vicino villaggio di Tregarth, costruito dai proprietari delle cave per ospitare i lavoratori che non scioperavano.
Buona parte della città si trova ad est ed a nordest della A5, con case arroccate sulla collina in file irregolari. Questo perché l'A5 segnava il confine della terra di Lord Penrhyn. Questa cosa si può ancora per il fatto che le case si trovano solo su un lato della strada.